# Kleinregionen in Niederösterreich
Kleinregionen sind freiwillige Kooperationen von Gemeinden im Bundesland  Niederösterreich in den Bereichen Daseinsvorsorge, Bürgerservice und kommunaler und regionaler Raumentwicklung.

## Aufgaben und Ziele der Kleinregionen
Seit den späten 1980er Jahren wurde im österreichischen Bundesland Niederösterreich die Bildung von Kleinregionen – neben den fünf Hauptregionen und den Vierteln – als Kooperationen politischer Gemeinden auf freiwilliger Basis angeregt und gefördert. Die zentralen Tätigkeitsfelder einer Kleinregion sind die Daseinsvorsorge, die Verwaltung und die Raumentwicklung. Ihr Ziel ist es, das Bürgerservice durch Zusammenarbeit bei hoheitlichen und privatwirtschaftlichen Aufgaben der Gemeinden (z. B. Müllentsorgung, Freizeit und Naherholung) zu verbessern, regionale Projekte gemeindeübergreifend umzusetzen und raumplanerische Vorhaben aufeinander abzustimmen.
Kleinregionen sind „freiwillige Zusammenschlüsse von sechs oder mehr räumlich aneinander grenzenden Gemeinden mit einer Mindesteinwohnerzahl von 8.000 Einwohnern oder mindestens drei Gemeinden mit 12.000 Einwohnern.“ Sie sollten „flächenzusammenhängend sein und keine weißen Flecken aufweisen.“
Die Abteilung Raumordnung und Regionalpolitik der Niederösterreichischen Landesregierung fördert die Kleinregionen. Seit 2015 werden die Kleinregionen von der NÖ.Regional betreut, die dem Landesrat für Wirtschaft, Tourismus und Sport (2015: Petra Bohuslav) unterstellt ist.

## Liste der Kleinregionen in Niederösterreich
Insgesamt gibt es (Stand 09/2016) 61 Kleinregionen.
486  Gemeinden kooperieren in Kleinregionen (davon 14 in zweien, und 2 assoziierte Mitglieder), das sind 85 % aller niederösterreichischen Gemeinden (573).
- Hauptregion der Raumplanung, also die „fünf Viertel“ Niederösterreichs
- Viertel, traditionell
- Gem. … Anzahl der Gemeinden
- * … Anzahl der Gemeinden in zwei Kleinregionen; (in Klammer) … assoziierte Mitglieder
- E/R/S … Entwicklungskonzept/Rahmenkonzept/Sonstige

| Nr. | Region                              | Hauptregion                | Viertel                       | Gem.  | *   | E/R/S |
| --- | ----------------------------------- | -------------------------- | ----------------------------- | ----- | --- | ----- |
| 06  | Kampseen                            | Waldviertel                | Waldviertel                   | 06    |     | E     |
| 15  | Erlebnis Thayaland                  | Waldviertel                | Waldviertel                   | ∗     |     | E     |
| 26  | ASTEG                               | Waldviertel                | Waldviertel                   | 04    |     | E     |
| 30  | Waldviertler Kernland               | Waldviertel                | Waldviertel                   | 13    |     | E     |
| 31  | TTW Thaya-Taffa-Wild                | Waldviertel                | Waldviertel                   | 09    |     | E     |
| 34  | Waldviertler Hochland               | Waldviertel                | Waldviertel                   | 05    |     | E     |
| 36  | Zukunftsraum PWGD                   | Waldviertel                | Waldviertel                   | ∗     |     | E     |
| 37  | Kleinregion Waldviertel Nord        | Waldviertel                | Waldviertel                   | 06    |     | E     |
| 38  | Waldviertler StadtLand              | Waldviertel                | Waldviertel                   | 09    |     | E     |
| 39  | Lainsitztal                         | Waldviertel                | Waldviertel                   | 06    |     | E     |
| 60  | Zukunftsraum Thayaland ∗            | Waldviertel                | Waldviertel                   | 16    |     | R     |
| 01  | Kamptal SÜD                         | Waldviertel                | Waldviertel                   | 06    | 3   | S     |
| 58  | Manhartsberg                        | Waldviertel, Weinviertel   | Waldviertel, Weinviertel      | 08    |     | S     |
| 57  | Kamp-Taffatal                       | Waldviertel                | Waldviertel                   | 05    |     | S     |
| 65  | Zukunftsregion Waldviertel Mitte    | Waldviertel                | Waldviertel                   | 02    |     | S     |
| 66  | Kremstal                            | Waldviertel                | Waldviertel                   | 07    | 4   | S     |
| 02  | Initiative Pulkautal                | Weinviertel                | Weinviertel                   | 06    |     | E     |
| 14  | Retzer Land                         | Weinviertel                | Weinviertel                   | 07    |     | E     |
| 16  | Weinviertler Dreiländereck          | Weinviertel                | Weinviertel                   | 11    | 2   | E     |
| 17  | Landschaftspark Schmidatal          | Weinviertel                | Weinviertel                   | 04    |     | E     |
| 20  | Land um Hollabrunn ***              | Weinviertel                | Weinviertel                   | 06    |     | E     |
| 33  | Kleinregion Leiser Berge            | Weinviertel                | Weinviertel                   | 06    |     | E     |
| 35  | Südliches Weinviertel               | Weinviertel                | Weinviertel                   | 13    |     | E     |
| 46  | Land um Laa                         | Weinviertel                | Weinviertel                   | 11    | 1   | E     |
| 48  | Region um Wolkersdorf               | Weinviertel                | Weinviertel                   | 06    |     | E     |
| 56  | Region Marchfeld                    | Weinviertel                | Weinviertel                   | 23    |     | E     |
| 44  | 10 vor Wien                         | Weinviertel                | Weinviertel                   | 10    |     | R     |
| 47  | RV March-Thaya-Auen                 | Weinviertel                | Weinviertel                   | 06    | 1   | R     |
| 28  | Römerland Carnuntum                 | Industrieviertel           | Industrieviertel              | 27    |     | E     |
| 29  | Mödling                             | Industrieviertel           | Industrieviertel              | 12    |     | E     |
| 32  | Triestingtal                        | Industrieviertel, NÖ-Mitte | Industrieviertel, Mostviertel | 12    |     | E     |
| 61  | Gemeinsame Region Bucklige Welt     | Industrieviertel           | Industrieviertel              | 23    |     | R     |
| 63  | Steinfeld                           | Industrieviertel           | Industrieviertel              | 04    |     | R     |
| 71  | Ebreichsdorf                        | Industrieviertel           | Industrieviertel              | 05    |     | R     |
| 59  | Wechselland                         | Industrieviertel           | Industrieviertel              | 09    |     | S     |
| 62  | Schwarzatal                         | Industrieviertel           | Industrieviertel              | 08    |     | S     |
| 67  | Gemeinsame Region Schneebergland    | Industrieviertel           | Industrieviertel              | 18    |     | S     |
| 69  | Weltkulturerbe-Region Semmering-Rax | Industrieviertel           | Industrieviertel              | 08    |     | S     |
| 04  | Unteres Traisental                  | NÖ-Mitte                   | Mostviertel                   | 05    | 1   | E     |
| 11  | Pferdeland Voralpen                 | Mostviertel, NÖ-Mitte      | Mostviertel                   | 07    | 6   | E     |
| 12  | Pielachtal                          | NÖ-Mitte                   | Mostviertel                   | 08    | 2   | E/R   |
| 18  | ARGE Dunkelsteinerwald              | Mostviertel, NÖ-Mitte      | Mostviertel                   | 07    |     | E     |
| 24  | Region Wagram                       | NÖ-Mitte, Weinviertel      | Weinviertel                   | 09    | 1   | E     |
| 41  | Traisen-Gölsental                   | NÖ-Mitte                   | Mostviertel                   | 10    | (2) | E     |
| 40  | Tullnerfeld West                    | NÖ-Mitte                   | Mostviertel                   | 11 ∗∗ | 2   | R     |
| 55  | ARGE Raum Krems                     | NÖ-Mitte, Waldviertel      | Waldviertel                   | 11    | 7   | R     |
| 72  | Fragnerland ∗∗                      | NÖ-Mitte                   | Mostviertel                   | 04    |     | S     |
| 45  | WIR – Wienerwald Initiativ Region   | NÖ-Mitte                   | Mostviertel                   | 08    |     | S     |
| 68  | Troppberg                           | NÖ-Mitte                   | Industrieviertel              | 04    |     | S     |
| 13  | Ökoregion Südliches Waldviertel     | Mostviertel                | Waldviertel                   | 12    |     | E     |
| 19  | Herz des Mostviertels               | Mostviertel                | Mostviertel                   | 07    |     | E     |
| 21  | Inregion                            | Mostviertel                | Mostviertel                   | 06    |     | E     |
| 22  | Pöchlarn-Nibelungengau              | Mostviertel                | Mostviertel                   | 04    |     | E     |
| 23  | Melktal                             | Mostviertel                | Mostviertel                   | 04    |     | E     |
| 27  | Hoch6                               | Mostviertel                | Mostviertel                   | 06    |     | E     |
| 51  | Kleines Erlauftal                   | Mostviertel                | Mostviertel                   | 07    |     | R     |
| 05  | Ybbstal-Eisenstraße                 | Mostviertel                | Mostviertel                   | 05    |     | S     |
| 10  | Ostarrichi Mostland                 | Mostviertel                | Mostviertel                   | 07    |     | S     |
| 49  | Alpin                               | Mostviertel                | Mostviertel                   | 06    |     | S     |
| 50  | Schallaburg                         | Mostviertel                | Mostviertel                   | 02    |     | S     |
| 52  | Donau-Ybbsfeld                      | Mostviertel                | Mostviertel                   | 07    |     | S     |
| 53  | Mostviertel Ursprung                | Mostviertel                | Mostviertel                   | 08    |     | S     |
| 70  | Großes Erlauftal                    | Mostviertel                | Mostviertel                   | 02    |     | S     |

alle Angaben Stand 4/2012
∗ Regionen 15 und 36 haben einen gemeinsamen Rahmenplan, und werden als Region 60 geführt
∗∗ Die Gemeinden der Region 72 werden 2016 auch noch bei 40 geführt
*** 2016 aufgelöst